# تروی (مینه‌سوتا)
تروی (به انگلیسی: Troy) یک منطقهٔ مسکونی در ایالات متحده آمریکا است که در مینه‌سوتا واقع شده‌است. تروی ۳۱۳٫۹۵ متر بالاتر از سطح دریا واقع شده‌است.